# Elachista planca
Elachista planca – gatunek motyli z rodziny Elachistidae.
Gatunek ten opisali w 2009 roku Virginijus Sruoga i Jurate De Prins na podstawie pojedynczej samicy.
Motyl o białawym czole, a brązowawoszarych: ciemieniu, szyi oraz tułowiu i tegulach. Czułki ma brązowawoszare z czarniawobrązowym obrączkowaniem, a głaszczki wargowe białawe z żółtawym podbarwieniem i brązowawoszarym spodem ostatniego członu. Przednie skrzydła ma o rozpiętości wynoszącej 9,6 mm, ubarwione brązowawoszaro, każde z dwiema białymi kropkami i jedną białawą plamą poprzeczną. strzępiny skrzydeł przednich są szare z białym wierzchołkiem. Tylne skrzydła wraz ze strzępinami mają barwę jasnobrązowawoszarą. Narządy rozrodcze samicy cechuje szerokie ostium z kolcami na grzbietowej ścianie, przedsionek z kolcami w części tylnej oraz torebka kopulacyjna z gruszkowatym korpusem i bezzębnym, nieregularnie zaokrąglonym i nierówno zesklerotyzowanym znamieniem.
Owad afrotropikalny, znany tylko z Parku Narodowego Aberdare w Kenii.